# Centradenia paradoxa
Centradenia paradoxa là một loài thực vật có hoa trong họ Mua. Loài này được (Kraenzl.) Almeda mô tả khoa học đầu tiên năm 1977.